# Wikimedia Commons
Wikimedia Commons (chiamato anche Commons o WikiCommons) è un archivio di immagini digitali, suoni ed altri file multimediali con licenza libera. È un progetto della Wikimedia Foundation, e a settembre 2023 ospita oltre 97 milioni di file, costituendo uno dei maggiori archivi di risorse multimediali a scopo didattico e documentale liberamente utilizzabili nel web.
I file inviati a questo archivio possono essere usati direttamente da tutti gli altri progetti che si trovano sui server Wikimedia, inclusi Wikipedia, Wikibooks, Wikinotizie, Wikispecies, come se fossero caricati localmente su ogni singolo progetto (in alcuni casi è però possibile che l'uso di certe immagini sia vietato in specifici progetti a causa di problematiche legislative dovute a leggi locali).

## Storia

Grafico che mostra la crescita negli anni dei file caricati su Wikimedia Commons in milioni

Il progetto nacque il 7 settembre 2004 con lo scopo di costituire un archivio centralizzato per le immagini e le altre risorse multimediali dei progetti Wikimedia (in precedenza ogni progetto Wikimedia e ogni edizione di Wikipedia richiedeva di caricare i file multimediali nel proprio database).
Il 24 maggio 2005 Wikimedia Commons ha raggiunto la pietra miliare di 100 000 file multimediali caricati. È stato anche il primo progetto Wikimedia ad utilizzare il software MediaWiki versione 1.4. Il linguaggio predefinito per Commons è l'inglese; l'interfaccia però può essere configurata nelle preferenze utente per utilizzare qualsiasi altra lingua. Molte pagine sono già state tradotte in varie lingue.
Dal maggio 2005 il sito ha accumulato un'ampia collezione. Raccoglie oltre 10 000 riproduzioni di dipinti di pubblico dominio dai tempi antichi ai moderni, oltre 7 000 file di pronuncia in varie lingue, centinaia di registrazioni di pubblico dominio di musica classica e una collezione in crescita di filmati di discorsi storici.
Molte organizzazioni hanno caricato file su Commons. Nel 2012, Il National Archives and Records Administration (NARA) ha caricato 100.000 immagini digitalizzate dalla sua collezione. Nel 2020, la Digital Public Library of America (DPLA) ha cominciato a caricare le sue collezioni su Commons. Nel 2022, DPLA ha caricato oltre 2 milioni di file. Similarmente Europeana, il sito di aggregazione europeo di eredità culturale, ha condiviso le sue immagini sulla piattaforma.

## Norme
Lo scopo di Wikimedia Commons è quello di fornire un archivio di file multimediali "che renda disponibili a tutti contenuti multimediali educativi di pubblico dominio e con licenza gratuita e che funga da archivio comune per i vari progetti della Wikimedia Foundation". L'espressione "educativo" deve essere intesa secondo il suo significato ampio di "fornitura di conoscenza; istruttivo o informativo".
La lingua predefinita per Commons è l'inglese, ma gli utenti registrati possono personalizzare la propria interfaccia per utilizzare qualsiasi altra traduzione dell'interfaccia utente disponibile. Molte pagine di contenuto, in particolare pagine e portali di politiche, sono state tradotte in varie lingue. I file su Wikimedia Commons sono classificati utilizzando il sistema di categorie di MediaWiki. Inoltre, sono spesso raccolti nelle singole pagine di gallerie di attualità. Sebbene il progetto fosse originariamente proposto per contenere anche file di testo libero, questi continuano ad essere ospitati su un progetto gemello, Wikisource.

### Regole sul copyright
La maggior parte dei progetti Wikimedia consente ancora caricamenti locali che non sono visibili ad altri progetti o lingue, ma questa opzione è pensata per essere utilizzata principalmente per materiale (come il contenuto di fair use dei paesi anglosassoni oppure tutte le fotografie senza spiccato valore artistico scattate dal 1976 fino a 20 anni prima dell'anno attuale in Italia) consentito dalle politiche del progetto locale, ma che non sarebbe consentito secondo politica sul copyright di Commons. Wikimedia Commons stesso non consente il fair use o il caricamento con licenze non libere, comprese le licenze che limitano l'uso commerciale dei materiali o vietano lavori derivati. Per questo motivo, Wikimedia Commons ospita sempre media con licenza gratuita ed elimina le violazioni del copyright. Le licenze accettabili includono le licenze Creative Commons Attribution and Attribution/ShareAlike, altri contenuti gratuiti e licenze di software libero e dominio pubblico.
Dal 2005 Wikimedia Commons non permette il caricamento di file con licenze non libere, incluse le licenze che limitano l'uso commerciale del contenuto multimediale o che sono distribuiti in fair use. Tra le licenze libere accettate da Commons, la GFDL e le licenze Creative Commons libere (cioè che non restringono l'uso al solo scopo non commerciale e che non impediscono la modifica del contenuto).
La sentenza del gennaio 2012 nel caso Golan contro Holder ha confermato la validità della sezione 514 dell'URAA entrato in vigore nel 1995, che ripristina il copyright per molte opere precedentemente già declassate al pubblico dominio.  Nel 2014 fu tentato un ripristino di tutto il materiale che doveva essere cancellato per via dell'URAA (i server di Commons si trovano negli Stati Uniti e, pertanto, devono sottostare ai dettami del diritto d'autore statunitense) con la decisione della Wikimedia Foundation stessa di voler mantenere tutti i file sospetti fino a che non fosse un'esplicita richiesta da parte delle autorità di cancellarle. Tale decisione fu poi rivista con una linea ben più precauzionale poco dopo, venendo fissati i principi di comportamento al riguardo nelle proprie linee guida.

## Contenuti controversi
Il sito è stato criticato per aver ospitato grandi quantità di pornografia amatoriale, spesso caricata da esibizionisti che sfruttano il sito per gratificazione personale e che sono abilitati da amministratori partecipi.
Nel 2015, il cofondatore di Wikipedia Larry Sanger ha segnalato Wikimedia Commons all'FBI per aver ospitato immagini sessualizzate di bambini noti come "lolicon". Dopo che questo è stato riportato dai media, Jimmy Wales, fondatore della Wikimedia Foundation che ospita Commons, ha usato il suo privilegio di amministratore per eliminare diverse immagini senza discussione dalla comunità Commons. Wales ha risposto al contraccolpo della comunità Commons rinunciando volontariamente ad alcuni privilegi del sito, inclusa la possibilità di eliminare i file.

## Wikimedia Commons Pictures of the Year
La Commons Picture of the Year (POTY) è una competizione che è stata lanciata per la prima volta nel 2007. Ha lo scopo di identificare le migliori immagini con licenza gratuita tra quelle che nel corso dell'anno hanno ottenuto lo status di immagine in primo piano.